# Томпсон, Кен
Кеннет Лейн (Кен) То́мпсон (англ. Kenneth Lane Thompson; род. 4 февраля 1943) — пионер информатики, известен своим вкладом в создание языка программирования C и операционной системы UNIX.

## Биография
Томпсон родился в Новом Орлеане, США. Получил степень бакалавра наук в 1965 году и магистра в 1966 году в области электротехники и информатики в Калифорнийском университете в Беркли.
В 1960-х годах Томпсон и Деннис Ритчи работали над операционной системой Multics. Во время написания Multics Томпсон создал язык программирования Bon. Позже компания Bell Labs отказалась от участия в проекте Multics, потому что сочла его слишком амбициозным и неспособным породить пригодный к использованию продукт. В 1969 году в Bell Labs Томпсон и Ритчи стали создателями операционной системы UNIX. Тогда Томпсон также написал язык программирования B, предшественник языка C Денниса Ритчи.
Томпсон разработал версию редактора QED для CTSS, которая включала регулярные выражения для поиска текста. QED и редактор Томпсона ed (стандартный редактор в UNIX) в значительной степени способствовали популярности регулярных выражений, ранее считавшихся инструментом (или игрушкой) для логиков. Регулярные выражения стали распространёнными в программах для обработки текстов в UNIX (таких как grep). Почти все программы, работающие с регулярными выражениями, в наше время используют один из вариантов нотации Томпсона.
Вместе с Джозефом Кондоном (Joseph Condon) они создали аппаратное и программное обеспечения для Belle, шахматного компьютера. Он также написал программу для генерации полного списка эндшпилей для 4, 5 и 6 фигур, позволяющую делать хорошие ходы, когда достигается сохранённая позиция. Позже, при помощи шахматного специалиста Джона Ройкрофта (John Roycroft), Томпсон распространил свои первые результаты на CD.
Стиль программирования Томпсона повлиял на других, особенно в краткости и ясности выражений.
В конце 2000 года Томпсон ушёл из Bell Labs. Он работал в Entrisphere, Inc. до 2006 года.
Работает в Google, где участвует в создании языка программирования Go.
Женат, имеет сына.

## Награды
- В 1982 году Томпсон и Ритчи совместно получили Премию Эмануэля Пиора.
- В 1983 году Томпсон и Ритчи совместно получили Премию Тьюринга за их разработку общей теории операционных систем и в частности за создание UNIX[2].
- В 1989 году Томпсон и Ритчи совместно получили C&C Prize.
- В 1990 году также совместно с Деннисом Ритчи был награждён медалью Ричарда Хэмминга «за создание операционной системы UNIX и языка программирования C»[3].
- Медаль «Пионер компьютерной техники» (1994), совместно с Деннисом Ритчи.
- 27 апреля 1999 года Томпсон и Ритчи вместе получили Национальную медаль за достижения в области технологий 1998 года от президента Билла Клинтона за изобретение операционной системы UNIX и языка программирования C, которые привели к огромным продвижениям в вычислительных аппаратных, программных и сетевых системах и стимулировали рост промышленности в целом, закрепив таким образом лидерство Америки в информационном веке[4][5].
- В 1999 году Институт инженеров электротехники и электроники вручил первую премию Tsutomu Kanai за его роль в создании UNIX, которая десятилетиями являлась ключевой платформой для работы распределённых систем[6].
- Премия Гарольда Пендера (2003) совместно с Деннисом Ритчи
- Премия Японии (2011) — за пионерские работы в разработке Unix-систем.